# Блаубойрен
Блаубойрен (нім. Blaubeuren) — місто в Німеччині, знаходиться в землі Баден-Вюртемберг. Підпорядковується адміністративному округу Тюбінген. Входить до складу району Альб-Дунай.
Площа — 79,15 км2. Населення становить 12 434 ос. (станом на 31 грудня 2020).